# Bragi

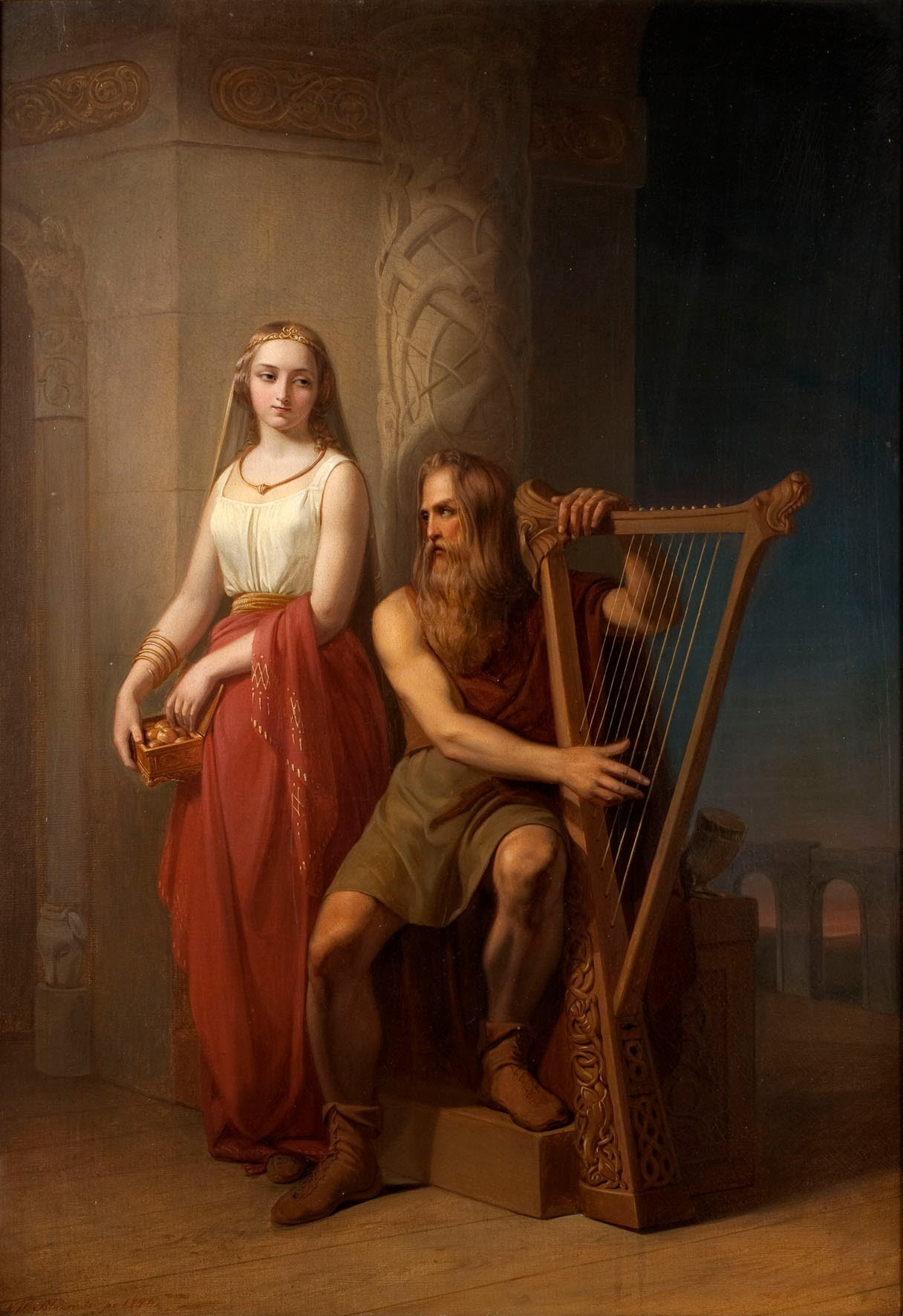
Bragi amb la seva arpa, acompanyat per la seva esposa Idunn, en aquesta pintura del de Nils Blommér

Bragi és una deïtat del panteó nòrdic, fill d'Odin i la gegant Gunlod (o d'Odín i Frigg segons altres versions). És el déu de la poesia la eloqüència, era el poeta personal d'Odín i també era un dels Asos més savis; fou el primer que sabé versificar i el que millor ho feu, des d'aleshores, a les persones que destacaven en l'art de la poesia, se'ls donava el sobrenom de Bragi, també és conegut com el déu de la barba obliqua.
Bragi és l'encarregat en el Valhalla d'entregar la copa de benvinguda als que acaben d'arribar i acollir-los amb paraules corteses, a més ell amenitza el Valhalla recitant versos.
És l'espòs d'Idunn, una de les deesses més importants del panteó nòrdic, car posseeix les pomes de la joventut, que són de gran importància per Asgard car els Asos han de prendre aquest fruit per no envellir.
A aquest As se'l relaciona amb un famós poeta del segle ix anomenat Bragi Boddason "El vell", que després de la seva mort es creu que se'l deïficà com el més gran poeta.